# Ocellé rubané
Pyronia bathseba
Espèce
Pour le genre d'oiseaux, voir Tityra.
L’Ocellé rubané ou Tityre (Pyronia bathseba) est une espèce de lépidoptères (papillons) appartenant à la famille des Nymphalidae, à la sous-famille des Satyrinae et au genre  Pyronia.

## Description
L'Ocellé rubané est un papillon de taille petite à moyenne, de couleur  orange vif sur le dessus des ailes avec une épaisse bordure brun foncé et chez le mâle une bande androconiale foncée qui couvre l'aire basale. Les deux sexes ont à l'apex des antérieures un ocelle doublement pupillé de blanc et aux postérieures une ligne de tout petits ocelles. Le dimorphisme sexuel est léger. Le mâle a une bande androconiale, une épaisse tache oblique en travers de l'aile antérieure.
Le verso des antérieures est semblable, orange bordé de marron avec l'ocelle doublement pupillé caractéristique à l'apex. Les ailes postérieures chamois foncé sont marquées d'une bande claire et d'ocelles noirs pupillés de blanc et cerclés d'orange.

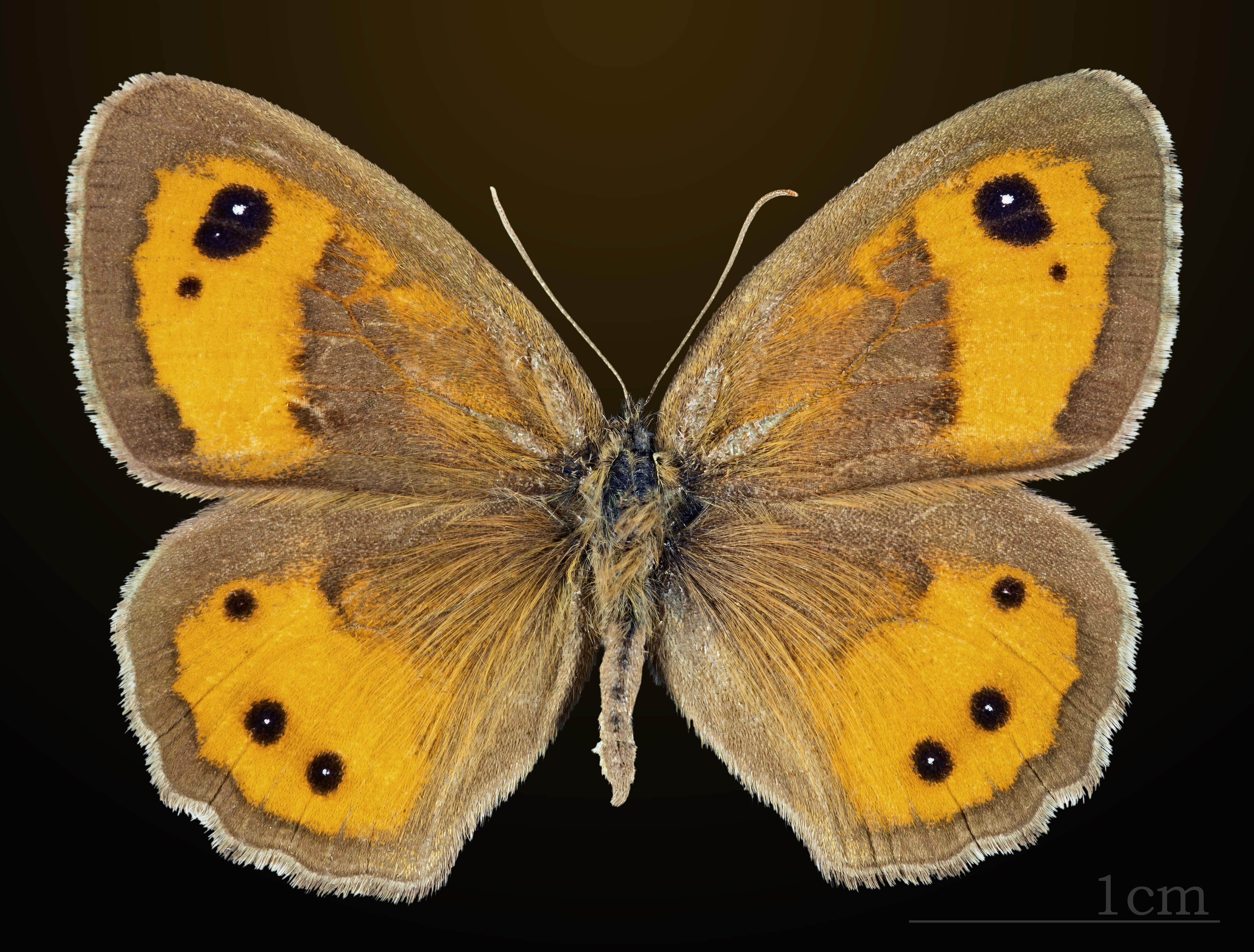
Ocellé rubané ♂  MHNT
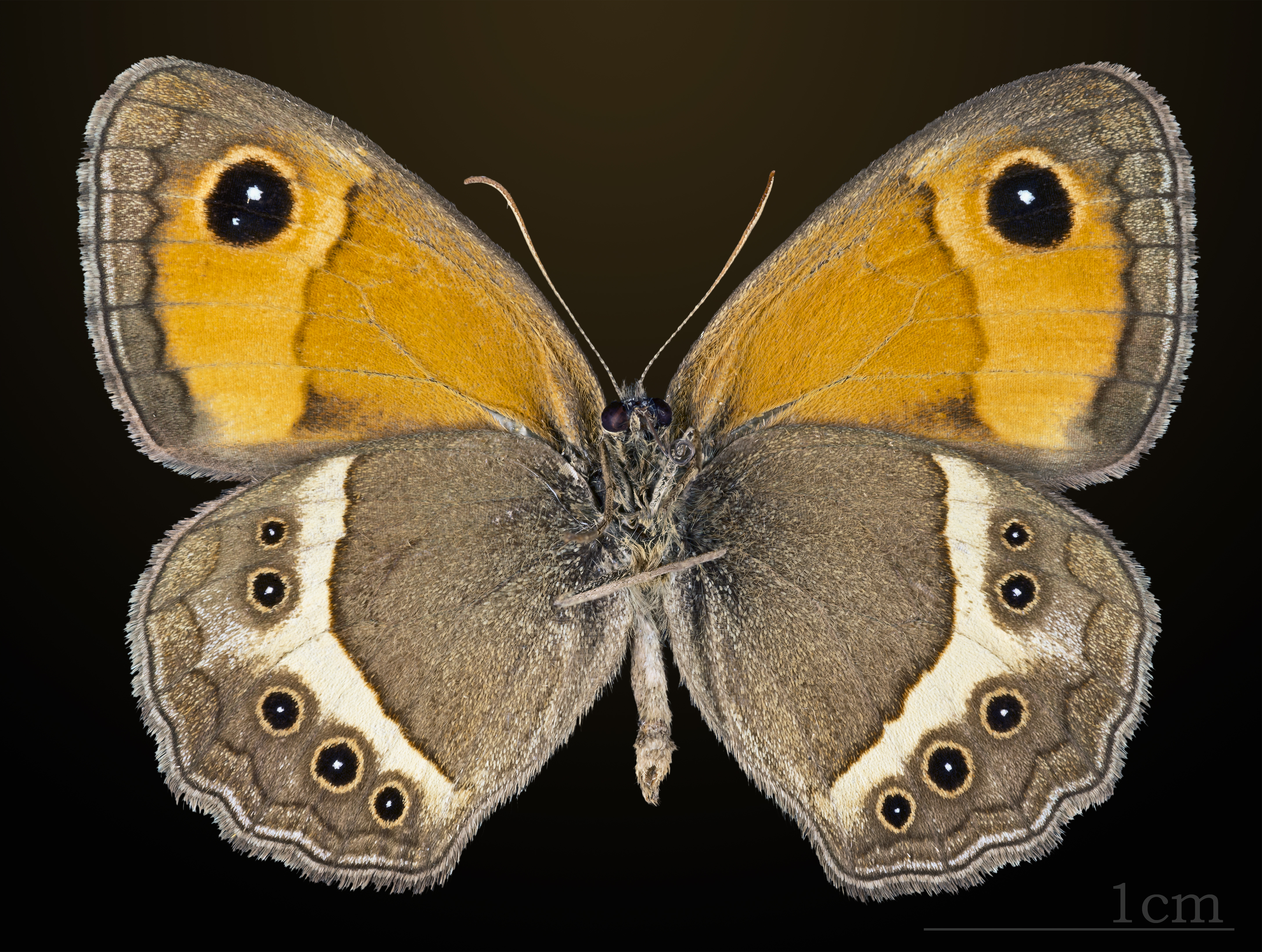
Ocellé rubané ♂ △ MHNT
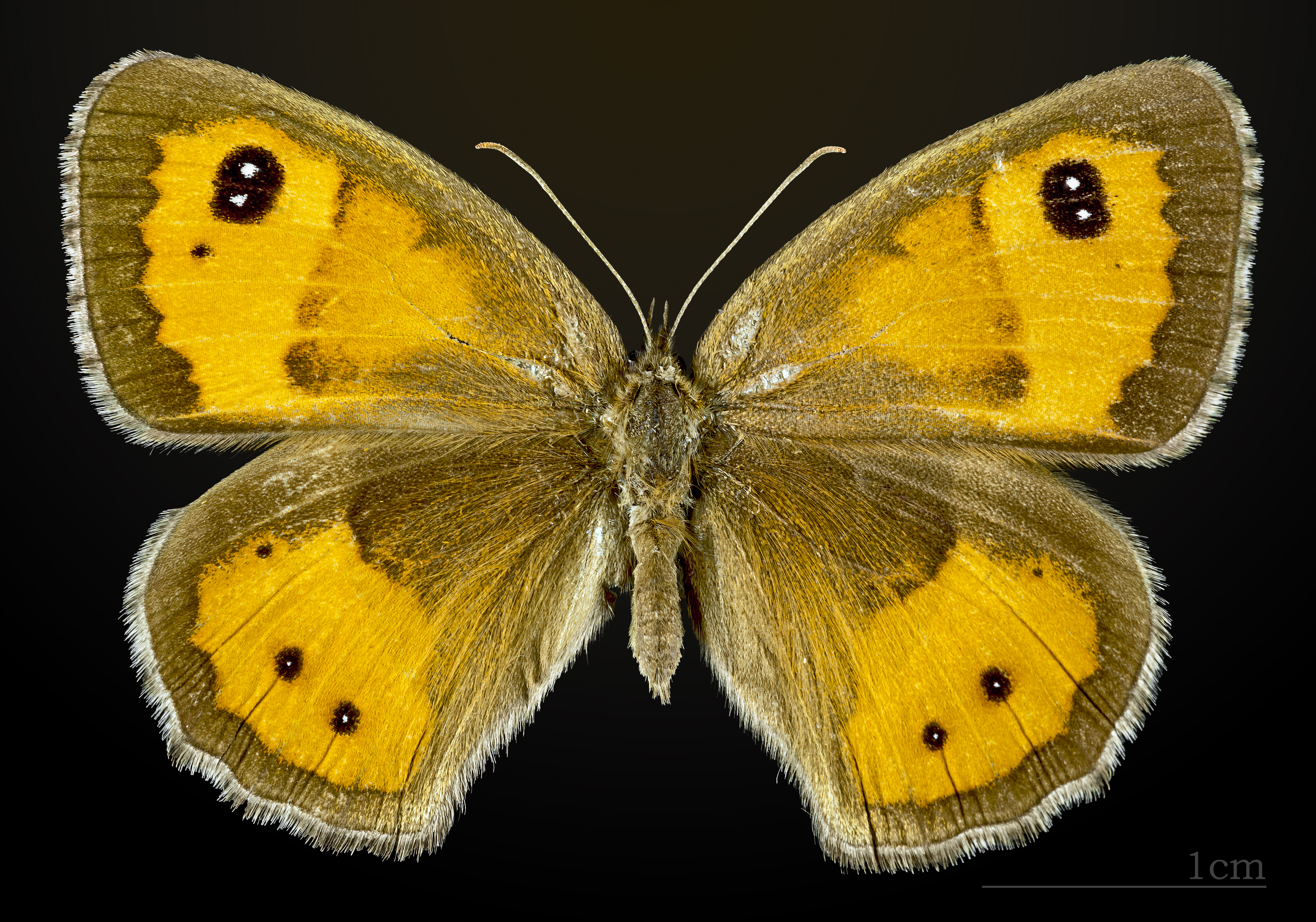
Ocellé rubané ♀  MHNT
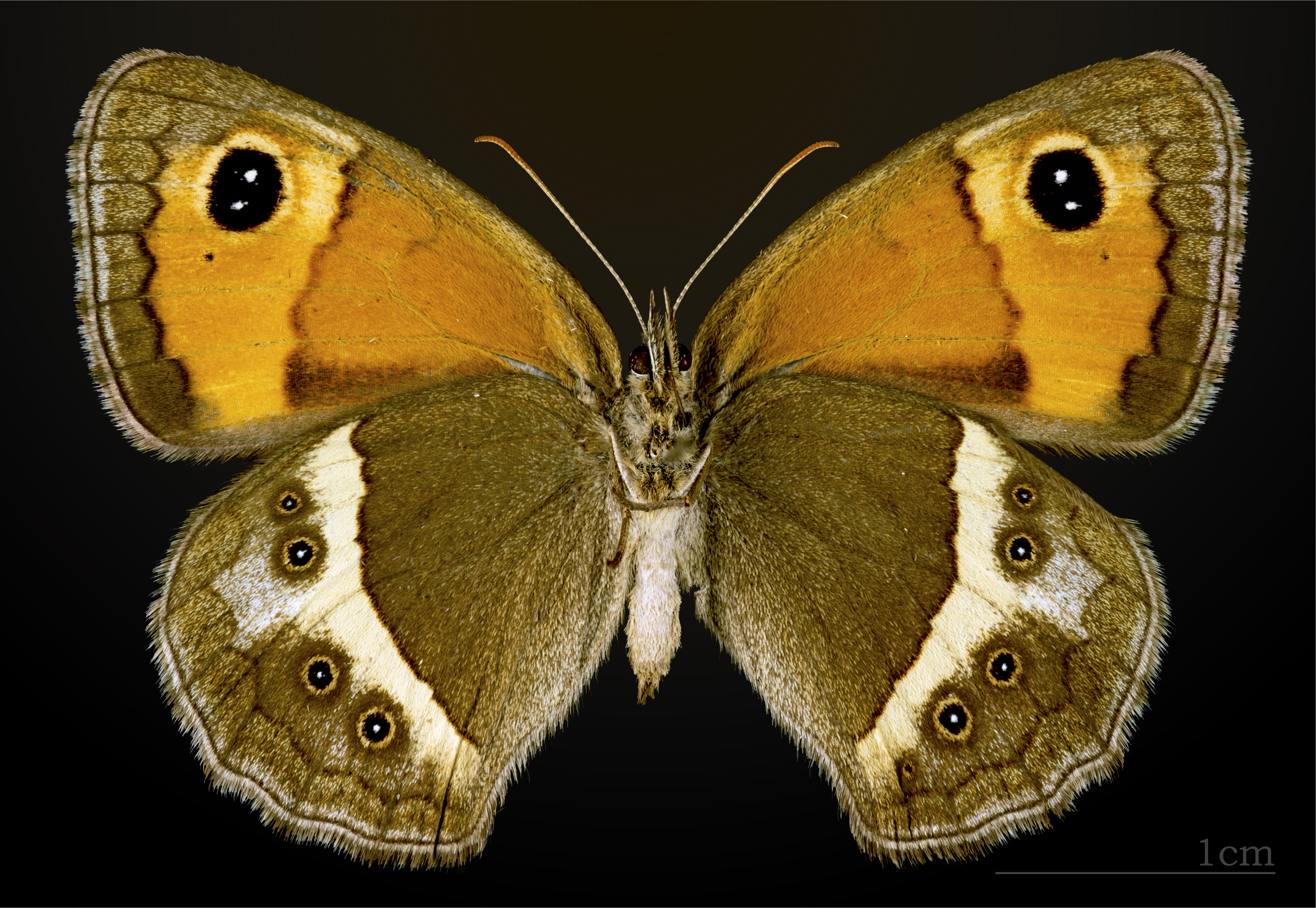
Ocellé rubané ♀ △ MHNT

## Biologie

### Période de vol et hivernation
L'Ocellé rubané vole en une génération de fin avril à juillet.
Il hiverne à l'état larvaire.

### Plantes hôtes
La plante hôte de sa chenille est Brachypodium sylvaticum.

## Écologie et distribution
L'Ocellé rubané est présent en Afrique du Nord (au Maroc, en Algérie et dans l'ouest de la Tunisie) et dans le sud-ouest de l'Europe (Espagne Portugal et dans le sud de la France),.
En France métropolitaine il est présent dans les départements circum-méditerranéens et ceux qui en sont limitrophes, il est absent de Corse.

### Biotope
Elle réside dans les lieux herbus et buissonneux, dans les bois clairs, garrigues à chênes kermès, maquis xérothermophiles jusqu'à 1 000 m.

## Systématique
L'espèce Pyronia bathseba a été décrite par l'entomologiste danois Johan Christian Fabricius en 1793, sous le nom initial de Papilio bathseba.

### Synonymes
- Papilio bathseba Fabricius, 1793 Protonyme
- Papilio pasiphae Esper, 1781 [5]
- Epinephele pasiphae var. philippina Austaut, 1877  [6]
- Epinephele pasiphae var. taurina  Oberthür, 1915[7]
- Epinephele pasiphae var. multiocellata Oberthür, 1915[8]
- Pyronia pardilloi de Sagarra, 1924 [9]
- Maniola bathseba ; [Otakar Kudrna][2],[10].

### Noms vernaculaires
- L'Ocellé rubané ou Tityre en français
- Spanish Gatekeeper en anglais et Lobito listado en espagnol[2].

## L'Ocellé rubané et l'Homme

### Protection
Pas de statut de protection particulier.